# Cahaba
Cahaba (orthographié également Cahawba) fut la capitale de l'État d'Alabama aux États-Unis de 1820 à 1825. La ville comptait encore 2 000 habitants en 1876. C'est aujourd'hui une ville fantôme et un site classé historique depuis le 8 mai 1973. Le site est situé dans le comté de Dallas (Alabama), à 12 kilomètres au sud-ouest de Selma (Alabama).

## Démographie
| 1860  | 1870 | 1880 |
| ----- | ---- | ---- |
| 1 920 | 431  | 384  |

## Galerie

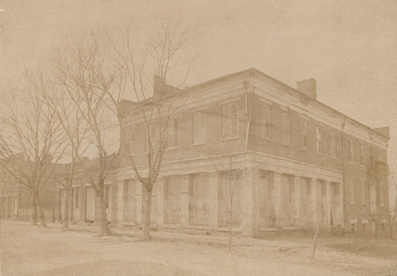
Perine, probablement à la fin du XIXe siècle.
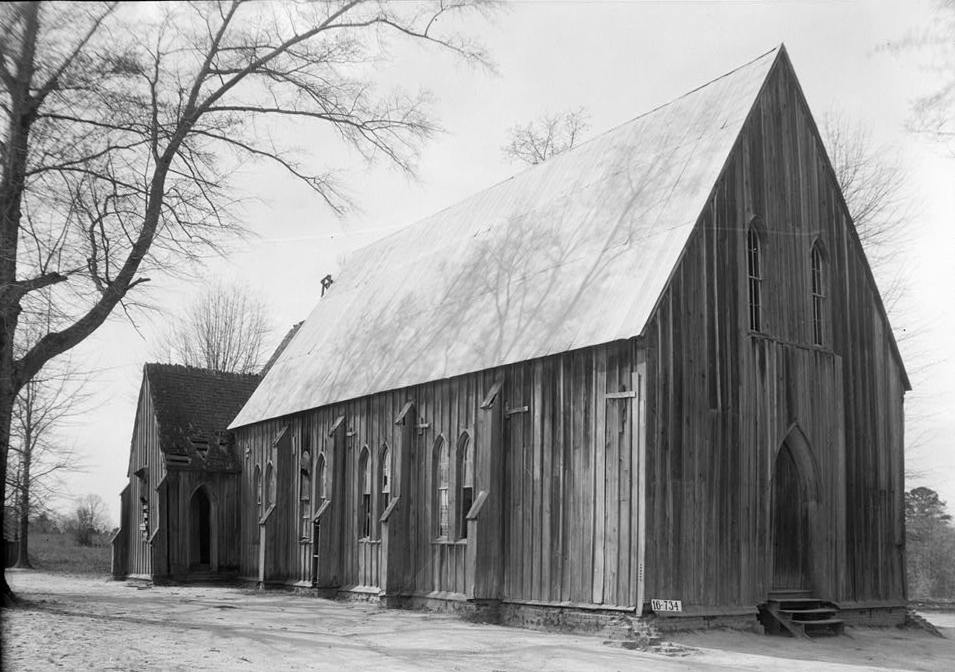
L'église épiscopale de St. Luke en 1934.
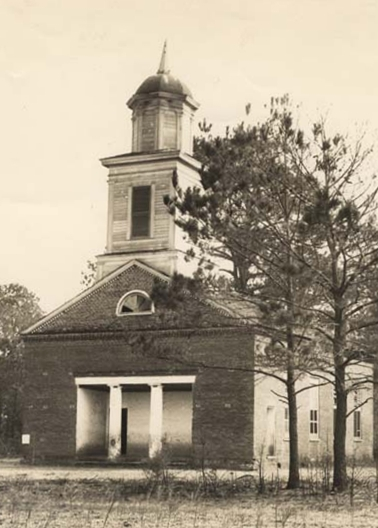
L'église méthodiste dans les années 1930, plus tard détruite par le feu.
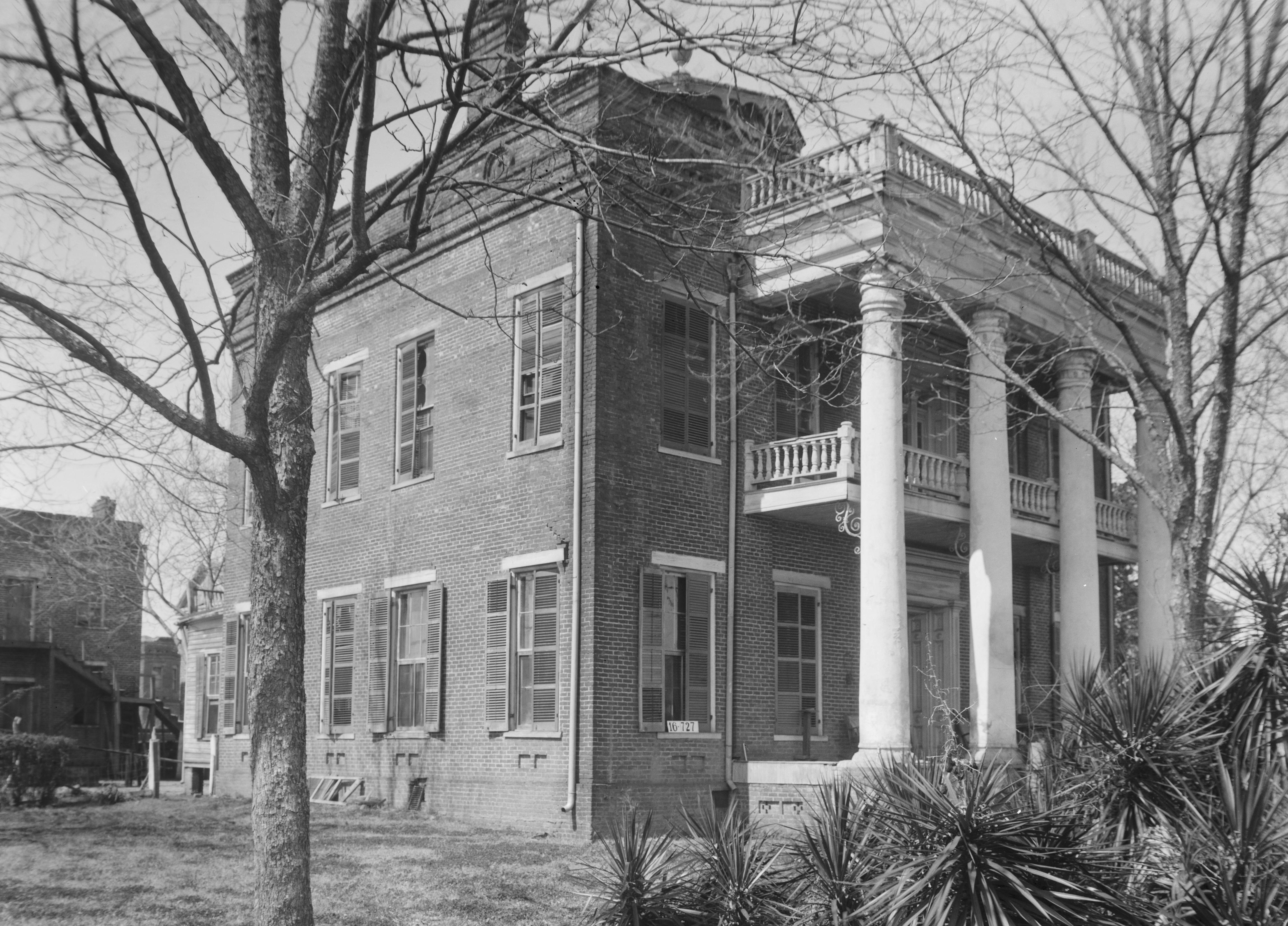
Le manoir Kirkpatrick incendié en 1935.
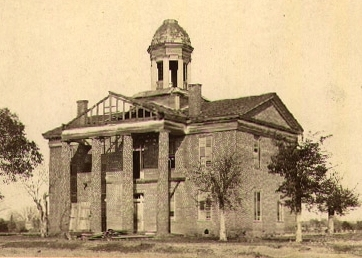
L'école privée pour jeunes filles en 1903.
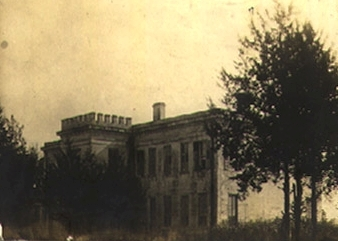
Le manoir Perine avec ses trente-six chambres mansion, construit dans les années 1850s et plus tard démoli.
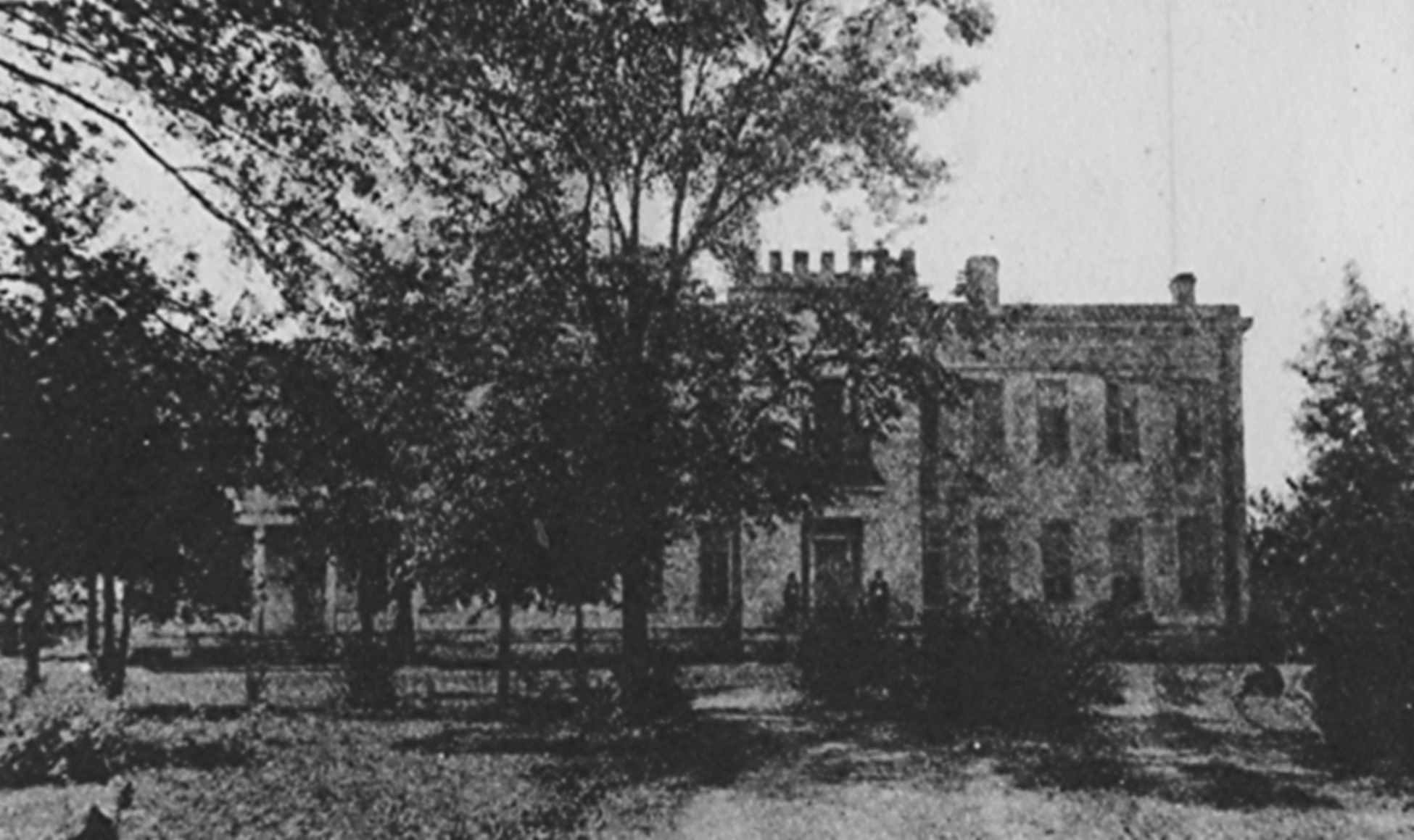
Une autre vue du manoir Perine.
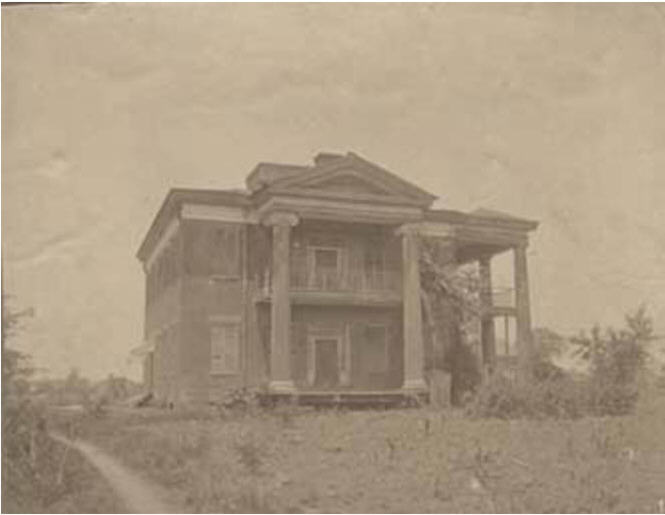
Le manoir Crocheron construit en 1843, incendié au début du XXe siècle.
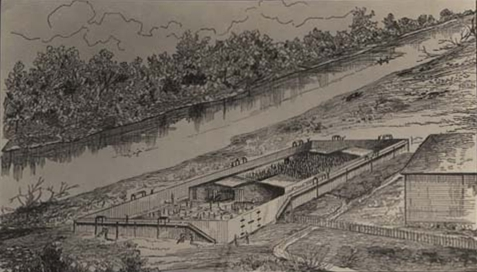
La prison Cahaba.